# 文山雪胆
文山雪胆（学名：Hemsleya wenshanensis），为葫芦科雪胆属下的一个植物种。